# Vlag van Côte-d'Or

Vlag van Côte-d'Or

De vlag van Côte-d'Or is de niet-officiële vlag van het Franse departement Côte-d'Or. Net als de meeste andere departementen van Frankrijk heeft Côte-d'Or geen officiële vlag, maar wordt de hier rechts afgebeelde vlag op niet-officiële wijze gebruikt. De vlag is afgeleid van het wapen van dit departement.
De vlag bestaat uit drie kwartieren:
- Linkerbovenhoek: Een blauw veld bezaaid met gele lelies, omringd door een rood-wit geblokte rand.
- Rechterbovenhoek: Een veld met diagonale blauwe en gele strepen, omringd door een rood kader.
- Onderste gedeelte: Een effen gele achtergrond.

Het ontwerp toont gedeeltelijk die van Bourgondië. Het gouden veld spreekt voor zich (goud → Côte d'Or). De vlag is geïnspireerd op het ontwerp van het wapen dat in 1950 is voorgesteld door Robert Louis.
Naast deze vlag is er een logovlag in gebruik.

Vlag van Bourgondië
Logovlag